# Quedlinburger Domschatz
Der Quedlinburger Domschatz ist einer der bedeutendsten Schätze Deutschlands. Es handelt sich um 63 Stücke des Schatzes des Stift Quedlinburg, die heute in zwei Räumen der Stiftskirche Stiftskirche St. Servatius in Quedlinburg ausgestellt sind. Ein Großteil der Schatzstücke gelangte als Geschenke des liudolfingischen Herrscherhauses an das Damenstift.

## Ausstellungssituation
Der Quedlinburger Domschatz befindet sich in der Stiftskirche an seinem historischen Aufbewahrungsort. Der nördliche, als Zither bezeichnete Ausstellungsraum wurde gegen 1160 in den nördlichen Querhausarm der Stiftskirche eingebaut, er diente dort bis in die Spätzeit des Stiftes der Verwahrung des Schatzes. Der südliche Ausstellungsraum wurde erst 1972 als Schatzkammer eingerichtet, da der historische Zither für eine publikumsgerechte Präsentation des Schatzes zu wenig Platz bot. Die zum Schatz gehörenden Fragmente des Quedlinburger Knüpfteppichs werden im ehemaligen Konventsgebäude ausgestellt.

## Geschichte des Domschatzes

### Herkunft
Große Teile des Domschatzes wurden dem Quedlinburger Damenstift von den Ottonen geschenkt. Im frühen Mittelalter war eine kostbare Reliquienausstattung ein Zeichen von Größe und Macht einer kirchlichen Einrichtung. Das Damenstift, das unter anderem die Memoria für die ottonische Familie abhielt, musste aufgrund der familiären und auch politischen Bedeutung reich ausgestattet werden. Auch nach der ottonischen Zeit erhielt das Stift noch bedeutende Schenkungen.

### Die Odyssee des Domschatzes
Am 19. April 1945 besetzten amerikanische Truppen Quedlinburg. Bereits 1943 waren alle Teile des Domschatzes in eine Höhle unter der Altenburg ausgelagert worden. Die Bewachung der Höhle übernahm nun unter anderem der US-Leutnant Joe Tom Meador (* 30. Juni 1916; † 1. Februar 1980). Dieser kunsthistorisch bewanderte Offizier erkannte die Bedeutung des Schatzes in seinem Verantwortungsbereich. Es gelang ihm, zwölf ausgewählte Stücke (Samuhel-Evangeliar, Wiperti-Evangelistar, Heinrichsschrein und neun kleinere Stücke wie Reliquienkreuze) zu stehlen und per Feldpost nach Whitewright, Texas zu schicken. Später musste Meador sich vor einem Kriegsgericht verantworten. 1980 verstarb Meador, seine Erben versuchten die Beutekunst auf dem internationalen Kunstmarkt zu verkaufen. Um Beutekunst im eigentlichen Sinne des Wortes handelte es sich hierbei jedoch nie, da der Diebstahl die Tat eines einzelnen Individuums war und nicht auf Befehl der US-amerikanischen Besatzungsbehörden erfolgte. Nach einem langen juristischen Ringen und letztlich einem Vergleich kehrten zehn der Stücke 1992 nach Deutschland zurück, wobei im Rahmen des Vergleichs drei Millionen Dollar für den Rückkauf bezahlt wurden. Der Kunstforscher Willi Korte war hieran maßgeblich beteiligt, ebenso der Quedlinburger Pfarrer Friedemann Goßlau. Die Schatzstücke wurden zunächst untersucht und in München und Berlin ausgestellt, bevor sie 1993 zurück in die romanische Stiftskirche St. Servatii gelangten. Dort ist der berühmte Domschatz seit dem 19. September 1993 wieder nahezu komplett zu besichtigen. Zwei Beutestücke (ein Bergkristallflakon und ein Reliquienkreuz) sind aber weiterhin verschollen.

## Domschatzstücke
Die bedeutendsten Domschatzstücke sind das kostbare Servatiusreliquiar, der Heinrichskamm, das Samuhelevangeliar, das Heinrichsreliquiar und das Wiperti-Evangelistar.

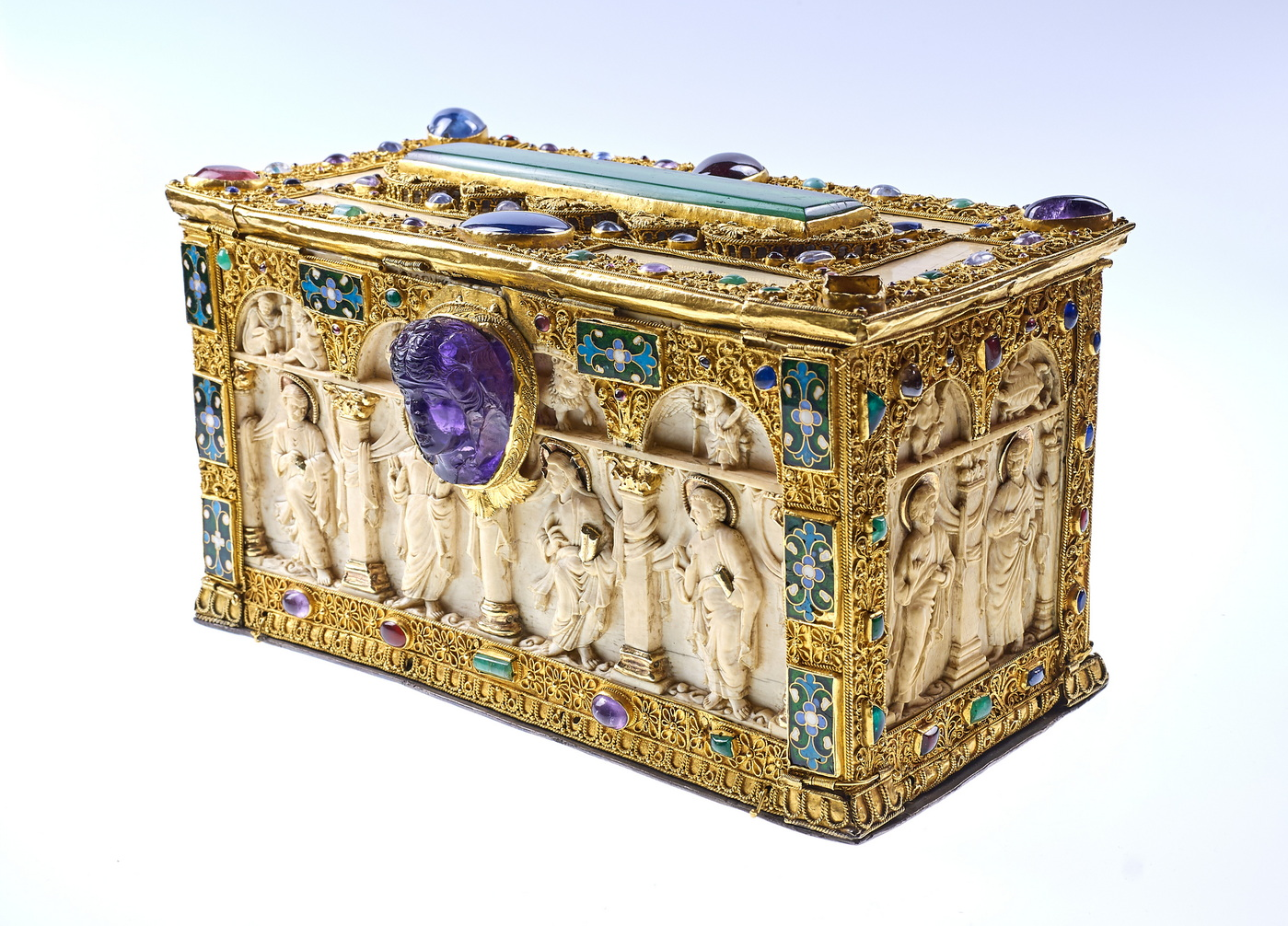
Servatiusschrein bzw. Servatiusreliquiar

Das Servatiusreliquiar besteht aus einem Elfenbeinkasten, der mit Goldfiligranarbeiten verziert ist. Der Elfenbeinkasten entstand höchstwahrscheinlich am Hofe Karl des Kahlen im Westfränkischen Reich um das Jahr 870 und zeigt Jesus im Gespräch mit 11 seiner Apostel (Judas wurde ausgelassen). Diese Szene findet unter Rundbogenarkaden statt, über denen in kleinen Nischen die babylonischen (und heute in Europa gültigen) Tierkreiszeichen dargestellt sind. Die Goldmontierungen wurden um das Jahr 1200 angebracht, wohl im Auftrag der Quedlinburger Äbtissin Agnes II. von Meißen, die auch den Quedlinburger Knüpfteppich in Auftrag gab. Die Vorderseite ziert ein Amethyst, ein Kameo aus der frühen römischen Kaiserzeit, in Form des Kopfes des Dionysos.
Der Heinrichskamm ist ein aus Elfenbein gearbeiteter Schmuckkamm (7. oder 8. Jahrhundert, Syrien oder Ägypten). Verzierungen aus Goldelementen (9.–10. Jahrhundert) stellen zwei voneinander abgewandte Pferdehälse dar, die Pferdeköpfe sind nicht mehr erhalten. Die Benennung weist auf eine nachträglich zugeschriebene Verbindung zu König Heinrich I. hin, welcher in Quedlinburg bestattet wurde. Die Zuschreibung kann als späterer Akt der Memoria für Heinrich I. gedeutet werden.
Das Wipertievangelistar ist eine Handschrift von 1513 mit schwarzer Tinte geschrieben und mit goldenen Schmuckverzierungen versehen. Benannt ist es nach dem früheren Aufbewahrungsort im ehemaligen Wipertikloster.
Das Samuhel-Evangeliar, benannt nach seinem Hauptschreiber Samuhel, ist eine aus 191 Pergamentseiten bestehende Prachthandschrift karolingischer Buchkunst mit Goldtinte. Der Prachteinband von 1225/1230 aus Gold besitzt Einfassungen für Edelsteine und insgesamt neun Zellenemailarbeiten. Der Einband zeigt mittig unterhalb der Mariendarstellung die beiden Patrone der Kirche Servatius und Dionysius.
Der Äbtissinnenstab und die Stola sind zwei Servatius-Reliquien, allerdings wohl keine echten, da die Stücke dem 10. Jahrhundert zugeordnet werden, während Servatius bereits 384 verstarb.
Vermutlich zum Osterfest im Jahr 1000 wurde das Otto-Adelheid-Evangeliar durch Otto III. erstmals benutzt. Die lateinische Schrift wurde mit einem goldenen Einband versehen, dessen Mitte vier Elfenbeinschnitzereien zieren, die Szenen aus dem Leben Jesu darstellen (Geburt, Taufe, Kreuzigung, Kreuzabnahme).

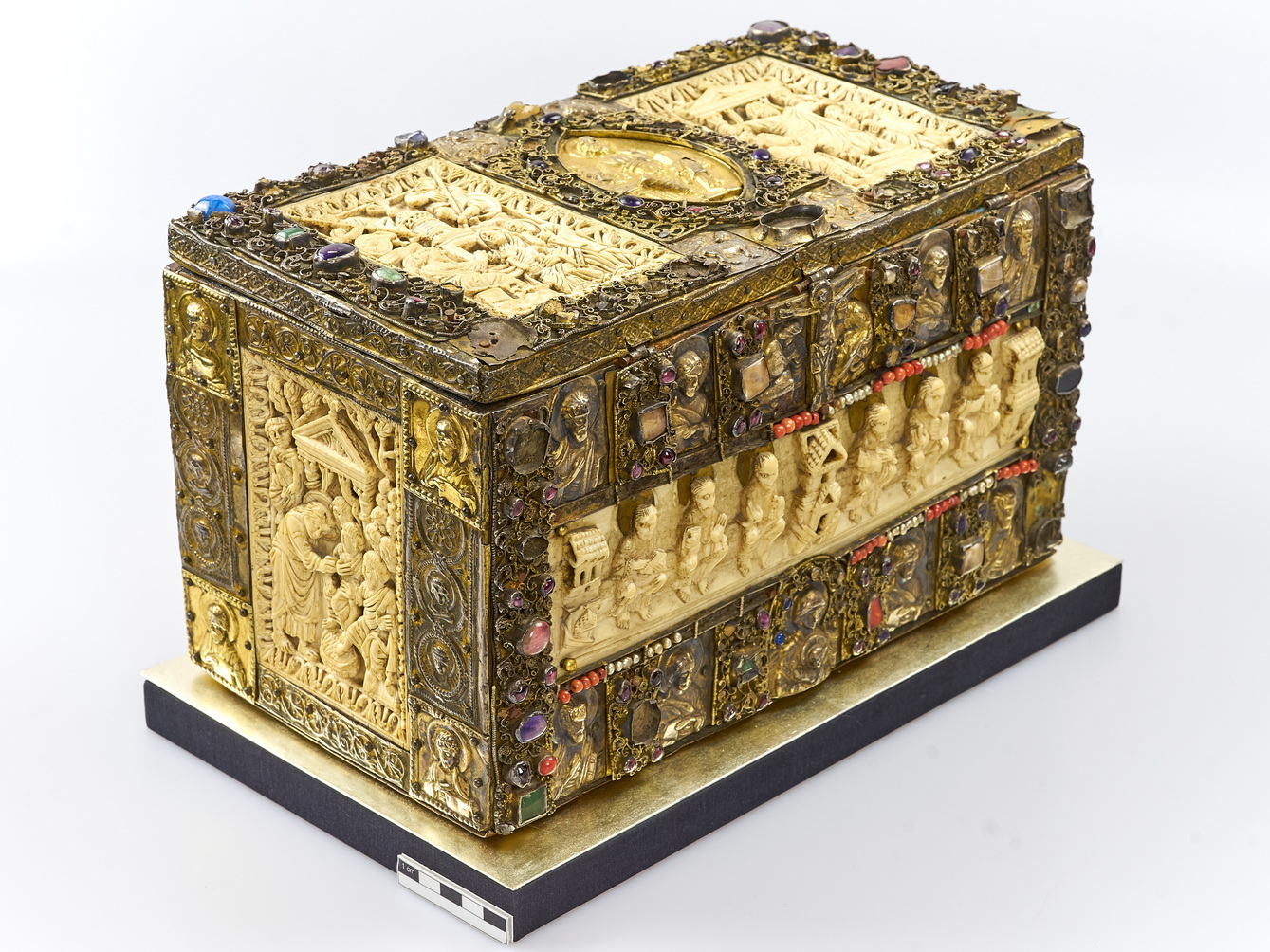
Heinrichsschrein bzw. Reliquienkasten Heinrichs I.

Der Reliquienkasten Heinrichs I. entstand zu gleicher Zeit wie der Prachteinband des Samuhel-Evangeliars, um das Jahr 1230. Den Deckel und die Seiten schmücken Elfenbeinschnitzereien aus dem 10. Jahrhundert, währenddessen die zwölf sitzenden Apostel auf Vorder- und Rückseite aus Walrosszahn hergestellt wurden (11. Jahrhundert). 
Ganz verzichten auf schmückende Details wie Edelsteine oder Elfenbein kann der Katharinenschrein von 1230/1240, dessen vollständige Goldverzierung ein hohes Maß künstlerischen Könnens darstellt.

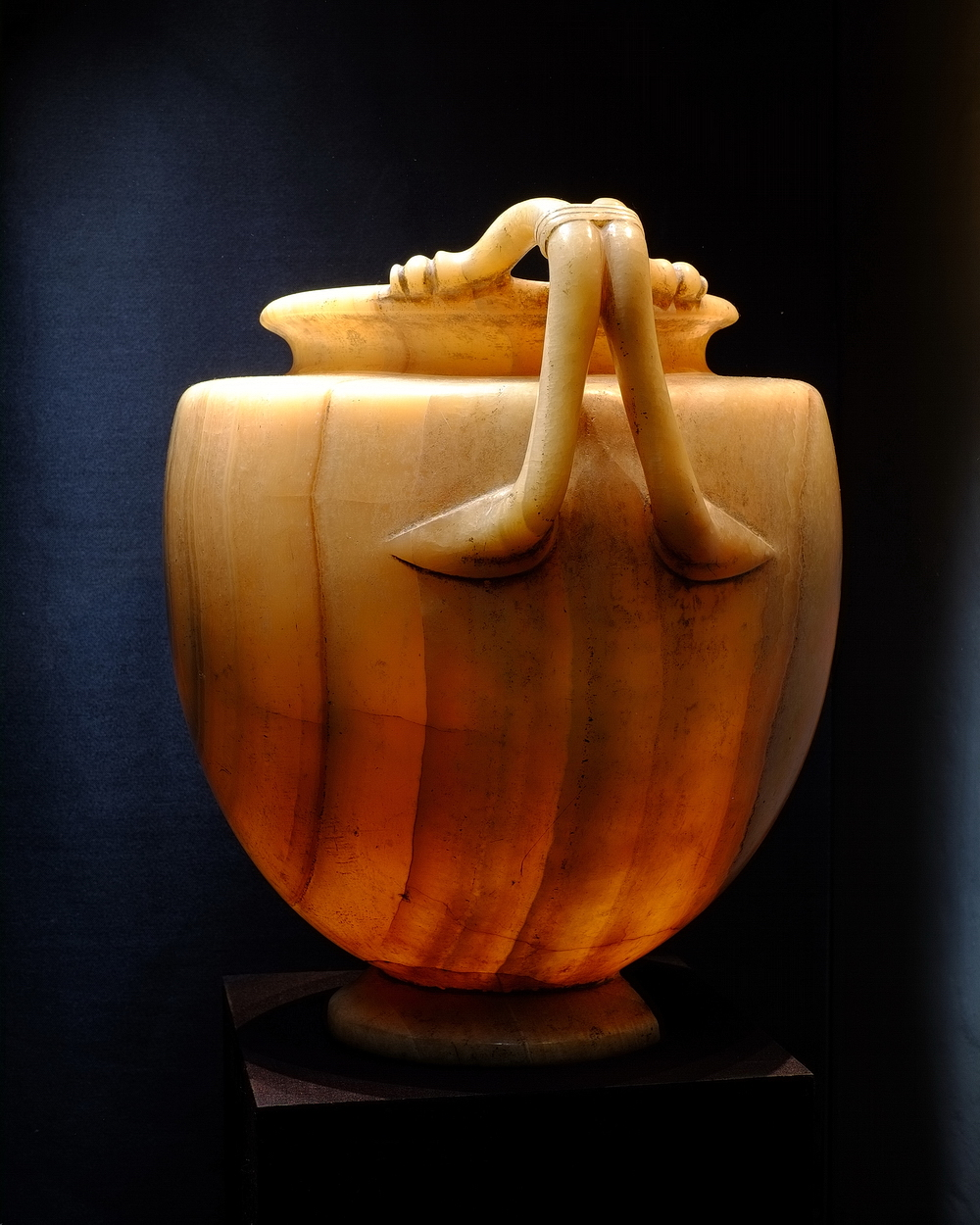
Alabastergefäß, sog. „Kana-Krug“

Das älteste Stück stellt der Kana-Krug aus dem 1. Jahrhundert dar. Der aus Alabaster gefertigte Krug ist als Reliquie durch Otto I. nach Quedlinburg gekommen und erinnert an die biblische Geschichte der Hochzeit zu Kana. Otto I. führte mehrere vergleichbare Stücke mit sich, die er auf die Orte Magdeburg, Hildesheim und Köln verteilte. Einer dieser Krüge hat sich in St. Ursula in Köln erhalten.

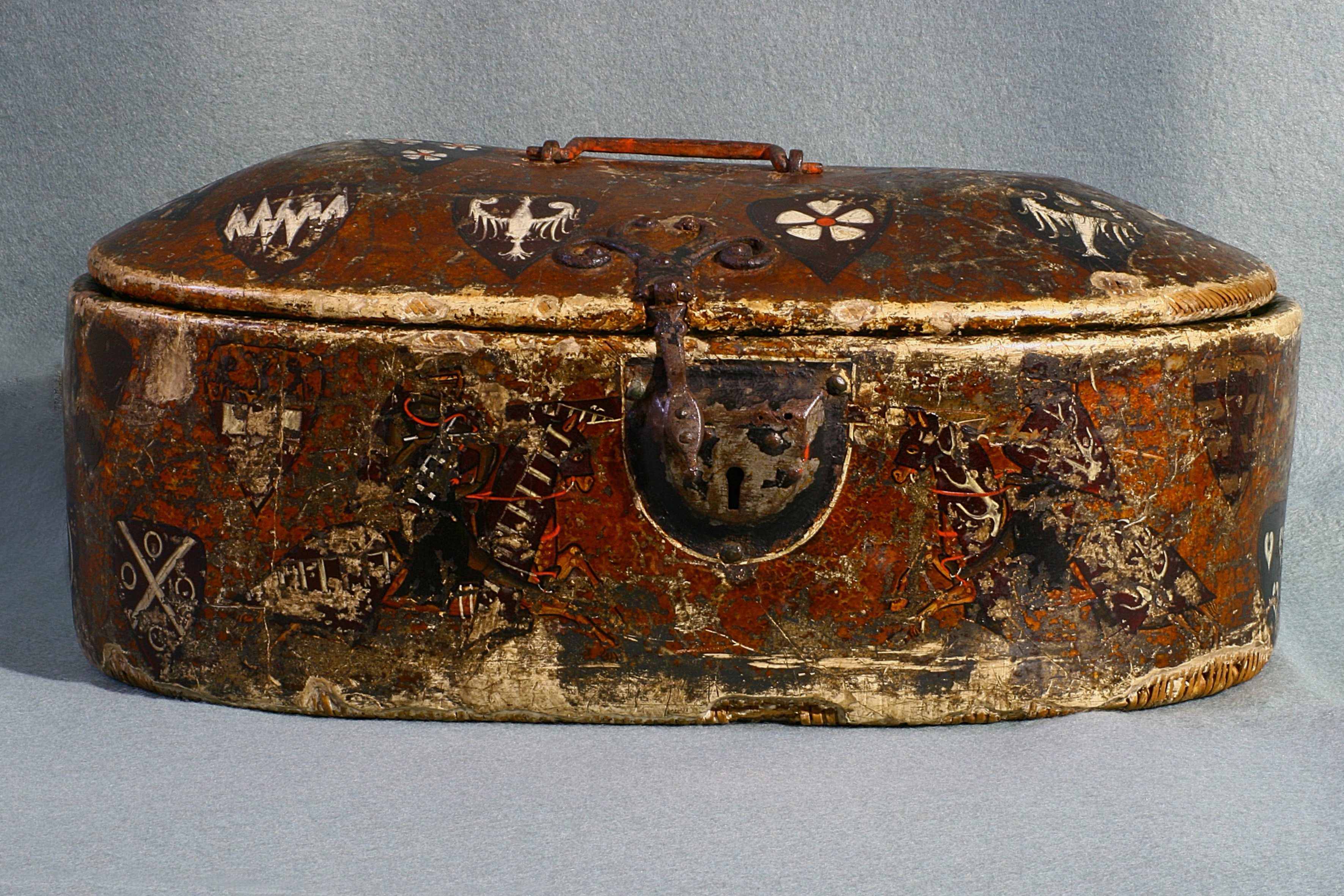
Wappenkasten, um 1204

Bestandteile des Quedlinburger Domschatzes sind auch der Wappenkasten (um 1204), Reliquienschreine (darunter der Coronaschrein), Agnus-Dei-Kapseln, Bergkristallflakons, Reliquienkreuze, zwei Korporalienkästchen, eine Madonnenkrone, eine Plastik des Hl. Laurentius, eine Reliquientafel und weitere Stücke.

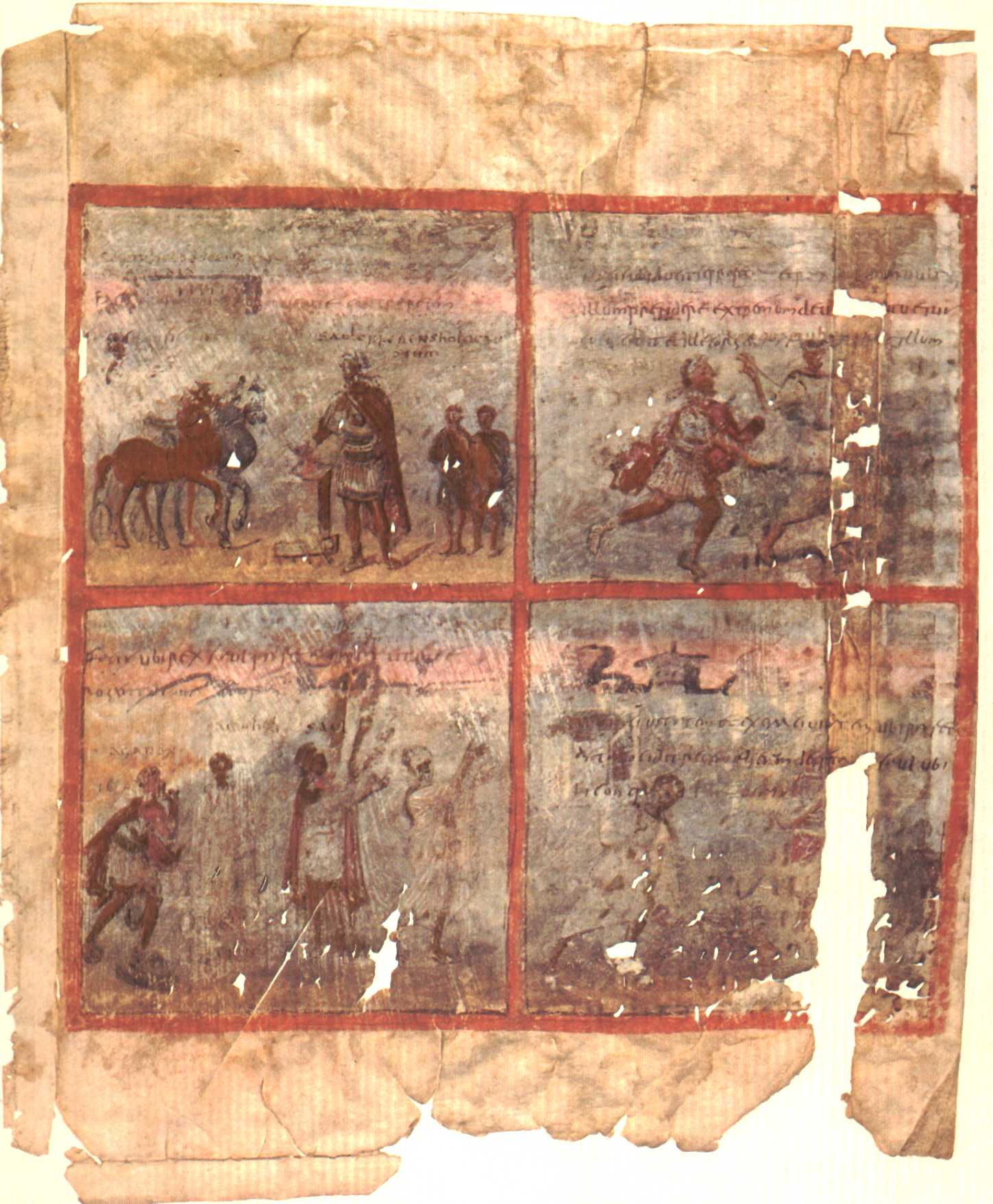
Quedlinburger Itala

Der Domschatz zeigt auch eine in Quedlinburg verbliebene Seite der Quedlinburger Italafragmente. Die Quedlinburger Itala war eine illustrierte Bibelhandschrift, die im 17. Jahrhundert ausgesondert und von einem Buchbinder zerlegt als Einbandmaterial verwendet wurde. Fünf Pergamentblätter dieser Handschrift aus dem 5. Jahrhundert, die ältesten bekannten illustrierten Bibeltexte überhaupt, wurden zwischen 1865 und 1889 in den Einbänden verschiedener Schriften aus dem 17. Jahrhundert in Quedlinburg gefunden. Die übrigen vier Blätter befinden sich in der Staatsbibliothek zu Berlin (Sig. Ms. theol. lat. fol. 485). 
Im Domschatz befinden sich zudem fünf romanische Textilfragmente, die als Quedlinburger Knüpffragmente bezeichnet werden.

## Der Domschatz in den Medien
Das ZDF produzierte für die Reihe Jäger der verlorenen Schätze und unter dem Titel Der Jahrhundertraub von Quedlinburg eine Dokumentation über Willi Korte und die Zeit von den ersten Hinweisen auf das Samuhel-Evangeliar bis zur Öffnung der Tresorräume in der First National Bank und der damit verbundenen Gewissheit, einen Großteil der Stücke aus Quedlinburg wiedergefunden zu haben. Ebenso wird auch die Rolle der verschiedenen Auktionshäuser beleuchtet. Die 45-minütige Dokumentation wurde das erste Mal am 12. August 2007 ausgestrahlt.